# Поляны (Пронинский сельский округ)
Поля́ны — деревня в составе Пронинского сельского округа Дмитриевского сельского поселения Галичского района Костромской области России.

## География
Деревня расположена недалеко от места впадения реки Кистеги в Тёбзу, у источника Камешник.

## История
Согласно Спискам населённых мест Российской империи в 1872 году деревня относилась к 2 стану Галичского уезда Костромской губернии. В ней числилось 28 дворов, проживало 100 мужчин и 120 женщин.
Согласно переписи населения 1897 года в деревне проживало 178 человек (65 мужчин и 113 женщин).
Согласно Списку населённых мест Костромской губернии в 1907 году деревня относилась к Селецкой волости Галичского уезда Костромской губернии. По сведениям волостного правления за 1907 год в ней числилось 45 крестьянских дворов и 218 жителей. Основными занятиями жителей деревни были малярный промысел и сельскохозяйственные работы.
До муниципальной реформы 2010 года деревня входила в состав Пронинского сельского поселения.